# Meister des Schöppinger Altars

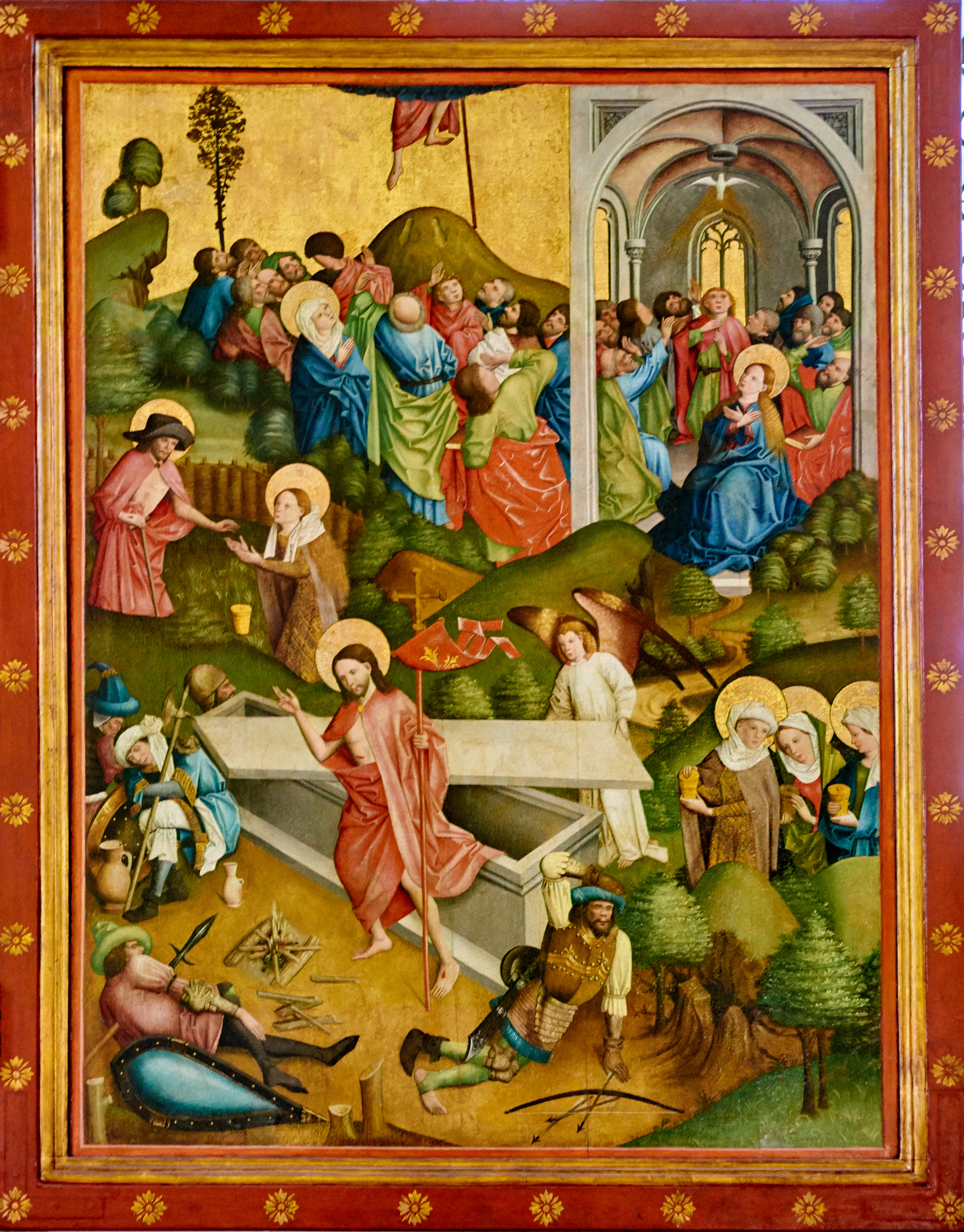
Detail: Auferstehung in Schöppingen

Meister des Schöppinger Altars (auch: Meister von Schöppingen oder Schöppinger Meister) ist der Notname eines vermutlich um 1450 bis 1475 in Münster tätigen Malers.

## Hintergrund
Der unbekannte Künstler wurde nach seinem wichtigen Spätwerk, dem Flügelaltar in der Kirche St. Brictius in Schöppingen benannt. Dieser Altar zeigt auf der mittleren Tafel eine Kreuzigungsszene, auf den Flügeln die Geburt Christi, die Verkündigung und Themen der Passion. Der Meister des Schöppinger Altars zeigt Einflüsse von Rogier van der Weyden wie von dem Meister von Flémalle.
In Münster dürfte er mit dem Maler Johann Koerbecke zusammengearbeitet haben. Streitig ist das Verhältnis der beiden zueinander, auch vom Lebensalter her. Falsch wohl die Vermutung der Identität mit Johann von Soest.

## Werke
- Schöppinger Altar (um 1470)

Weiter werden dem Meister des Schöppinger Altars zugeordnet:
- Flügelaltar aus Haldern;[1] entdeckt 1893 während des Abbruches einer Kirche ebenda und heute im Besitz des Westfälischen Landesmuseums in Münster[2]
- Flügelaltar aus der Wiesenkirche in Soest (um 1460); befand sich bis um 1931 in der Sammlung des Deutschen Museums in Berlin (Kriegsverlust)
- Kreuztragung Christi[3]
- Der Heilige Nikolaus und die Lateinischen Kirchenväter, aus der Augustinerinnenkirche Marienthal-Niesing in Münster, heute im Besitz des Westfälischen Landesmuseums in Münster Inv.Nr. 31
- Gregorsmesse[4]

## Belege
1. 1 2  Henry Thode, Hugo von Tschudi (Hrsg.): Repertorium für Kunstwissenschaft. Band 27. Georg Reimer, Berlin 1904, S. 565, Anmerkung IIIa (Textarchiv – Internet Archive): „Den Meister des Schöppinger Altars, den Koch auf ungenügende Gründe hin Johann von Soest benennt, …“
2. ↑  Schledenhorst, Haldern. In: 24 Frauenklöster unter der Betreuung des Klosters Kamp. (kamps-toechter.de (Memento vom 27. Februar 2012 im Internet Archive) oder kloster-saarn.com PDF, S. 1, Erhaltenes Erbe).
3. ↑  Henry Thode, Hugo von Tschudi (Hrsg.): Repertorium für Kunstwissenschaft. Band 29. Georg Reimer, Berlin 1906, S. 584, unterer Abschnitt (Textarchiv – Internet Archive): „eine Kreuztragung Christi […], die, wie ich glaube, vom Meister des Schöppinger Altars herrührt …“
4. ↑  Alfred Stange: Eine Gregormesse vom Meister des Schöppinger Altars. In: Das Münster. 7, Nr. 1/2, 1954, S. 12–23.

| Personendaten    | Personendaten                  |
| ---------------- | ------------------------------ |
| NAME             | Meister des Schöppinger Altars |
| ALTERNATIVNAMEN  | Meister von Schöppingen        |
| KURZBESCHREIBUNG | Maler                          |
| GEBURTSDATUM     | 15. Jahrhundert                |
| STERBEDATUM      | 15. Jahrhundert                |